# 香港教育大学
香港教育大学（ホンコンきょういくだいがく、英語名：The Education University of Hong Kong、広東語表記：香港教育大學）は香港にある公立大学である。

## 沿革
- 1994年 - 羅富国教育学院（Northcote College of Education）、葛量洪教育学院（Grantham College of Education）、柏立基教育学院（Sir Robert Black College of Education）、香港工商師範学院（Hong Kong Technical Teachers' College）及び語文教育学院（Institute of Languages in Education）の5大学が合併し、香港教育学院を設立。
- 2016年5月 - 改名し、香港教育大学となる。

## 学部・学科
- 文理学部（健康と体育学科、文化と創意芸術学科、社会科学科、数学と資訊科技学科、科学と環境学科）
- 語文学部（中文学科、英文学科、語文教育センター、普通話トレーニングテストセンター[培訓測試中心]、多元社会語文教育研究センター)
- 教育研究学部（課程と教学学科、幼児教育学科、教育政策と行政学科、教育心理・輔導と学科支援学科）

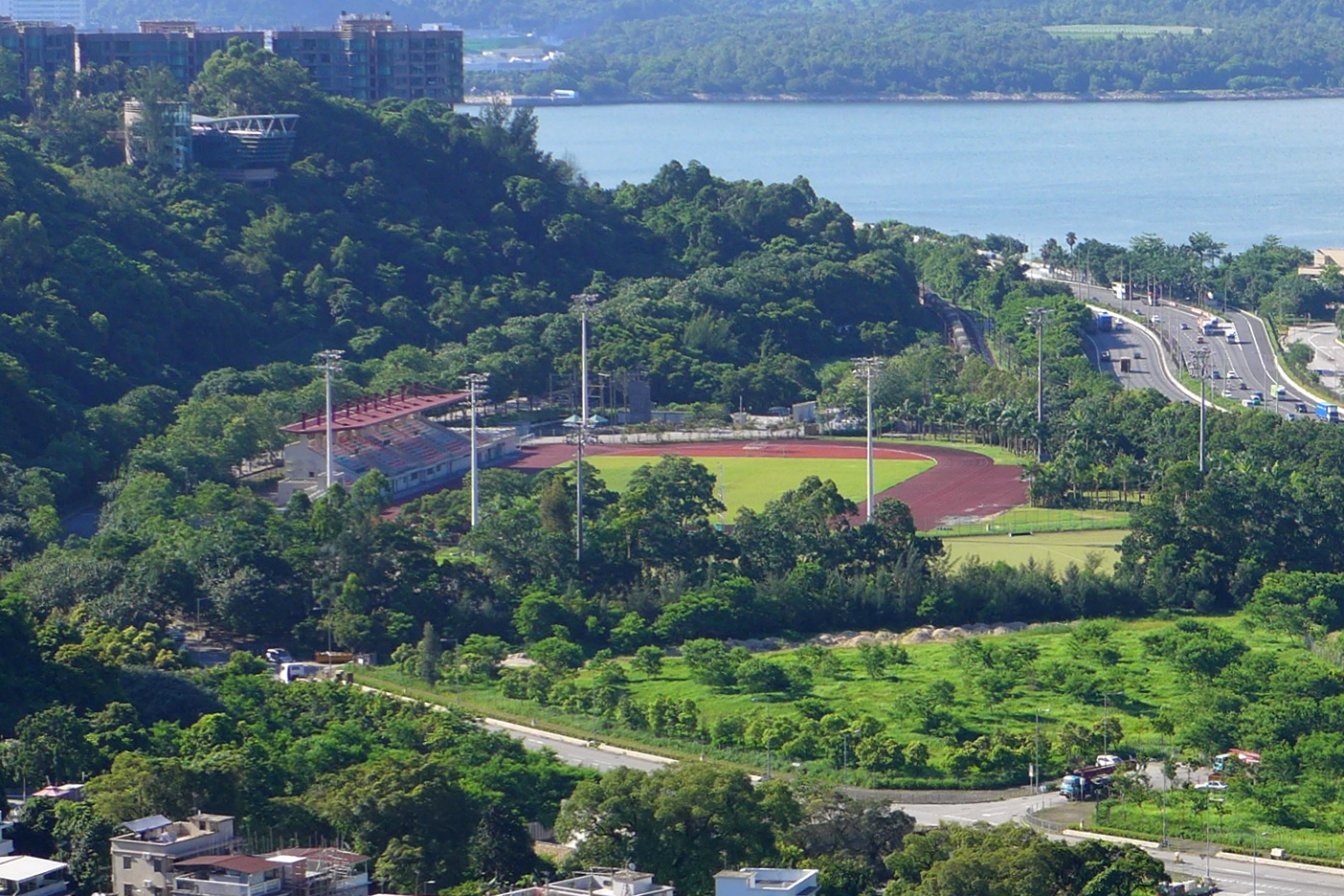
香港教育大学スポーツセンター

- 持続専業教育学部

## 公式サイトに協定校と示された日本の大学
- 愛知教育大学
- 同志社大学
- 広島大学
- 関西大学
- 九州大学大学院人間環境学府
- 名城大学
- 武蔵大学
- 長崎大学
- 奈良教育大学
- 日本大学
- 大阪教育大学
- 上智大学
- 東京学芸大学
- 山口大学
- ※英語表記順・出典[1]